# Приморский район (Одесса)
Примо́рский райо́н (укр. Приморський район) — один из четырёх районов Одессы.

## Общие сведения
Приморский район — это классический центр города с широким, разносторонним и уникальным спектром хозяйственных функций:
- Масштабный жилой массив с многоэтажной застройкой и колоритная архитектура «Старой Одессы»;
- Культурно-общественные и административные центры и объекты с многочисленными памятниками архитектуры, музеями, театрами;
- Зеленые парковые зоны с прекрасными пляжами;
- Портово-промышленный комплекс;
- Научно-образовательная сфера.

Настоящей жемчужиной Приморского района является Приморский бульвар, самый красивый в городе, где хорошо видна панорама порта. Вдоль всего бульвара расположены прекрасные архитектурные ансамбли, тут же стоит памятник русскому поэту А. С. Пушкину.
Не меньший интерес вызывает главная улица Одессы — Дерибасовская, названная в честь Иосифа де Рибаса, и примыкающая к ней Греческая площадь. В настоящее время большая часть улицы и площадь — пешеходные зоны, вместе с Городским садом они являются одним из любимых мест для отдыха и прогулок жителей и гостей города.
Ещё одно любимое место отдыха одесситов и гостей города — известная Потемкинская лестница, соединяющая порт и Приморский бульвар. Строительство этой гигантской лестницы из 192 ступенек, было начато 1837 и закончено в 1841 году. Автор — архитектор Ф. Боффо, который тщательно разработал пропорции сооружения. После выхода на экран к/ф «Броненосец „Потемкин“» эту лестницу назвали Потёмкинской.
Всего на территории района расположено: 50 памятников монументального искусства и 669 жилых домов, которые являются памятниками архитектуры.
Решением Одесского городского совета от 20.01.2003 г. № 960-XXI «О внесении изменений в Решение Одесского городского совета от 26.07.2002 № 197-XXIV „Об административно-территориальном делении города Одессы“ в части, касающейся границ административно районов» установлены границы вновь созданного Приморского района.
Население района — 259 тыс. чел. Площадь района составляет 24,2 км². Количество предприятий, организаций, физических лиц составляет 35 тыс. с общей численностью работающих 194 412 чел.
В районе всего:
- 124 улицы (среди них Дерибасовская, Канатная и Черняховского);
- 85 переулков;
- 13 площадей: Греческая, 10 Апреля, Думская, Екатерининская, Куликово поле, Льва Толстого, Старосенная, Театральная, Тираспольская, Веры Холодной, Привокзальная, Таможенная, Соборная, Среднефонтанская;
- 11 спусков: Военный, Деволановский, Карантинный, Ланжероновский, Маринеско, Матросский, Ольгиевский, Польский, Скиданивський, Степана Олейника, Ковалевского;
- пять бульваров: Итальянский, Лидерсовский, Приморский, Французский, Михаила Жванецкого;
- три проспекта: Гагарина, Александровский, Шевченко;
- пять пляжей: «Ланжерон», «Отрада», «Дельфин», «Аркадия», «Чайка».

## Герои района
Герои Советского Союза:
- Жученко, Григорий Прокофьевич
- Колбеев, Александр Никитич
- Литвинов, Федор Павлович
- Пахальчук, Федор Ефремович
- Шмаков, Анатолий Иванович
- Якупов Назым Мухаметзянович

Герои Украины:
- Павлюк, Николай Пантелеймонович
- Филипчук, Владимир Станиславович
- Пастер, Филипп Николаевич[источник не указан 453 дня]

## Промышленность
Приморский район — высокоразвитый индустриальный район, промышленность которого занимает значительную часть в структуре народно-хозяйственного комплекса г. Одессы и Одесской области.
В районе зарегистрировано 72 промышленных предприятия, из них:
- лёгкой промышленности — 10
- полиграфической промышленности — 4
- химической и нефтехимической промышленности — 3
- машиностроение — 23
- другое — 18

## Образование
На территории района расположены 16 крупнейших вузов города, осуществляющих подготовку высококачественных специалистов различного профиля. 19 учебных заведений I—II уровня аккредитации.

## Культура
На территории района расположены девять театров города. На территории района расположена старейшая на Украине киностудия. В районе расположен 21 музей.

## Приморская районная администрация
65039, г. Одесса, ул. Канатная, 134